# Stefan Iwanow (Maler)

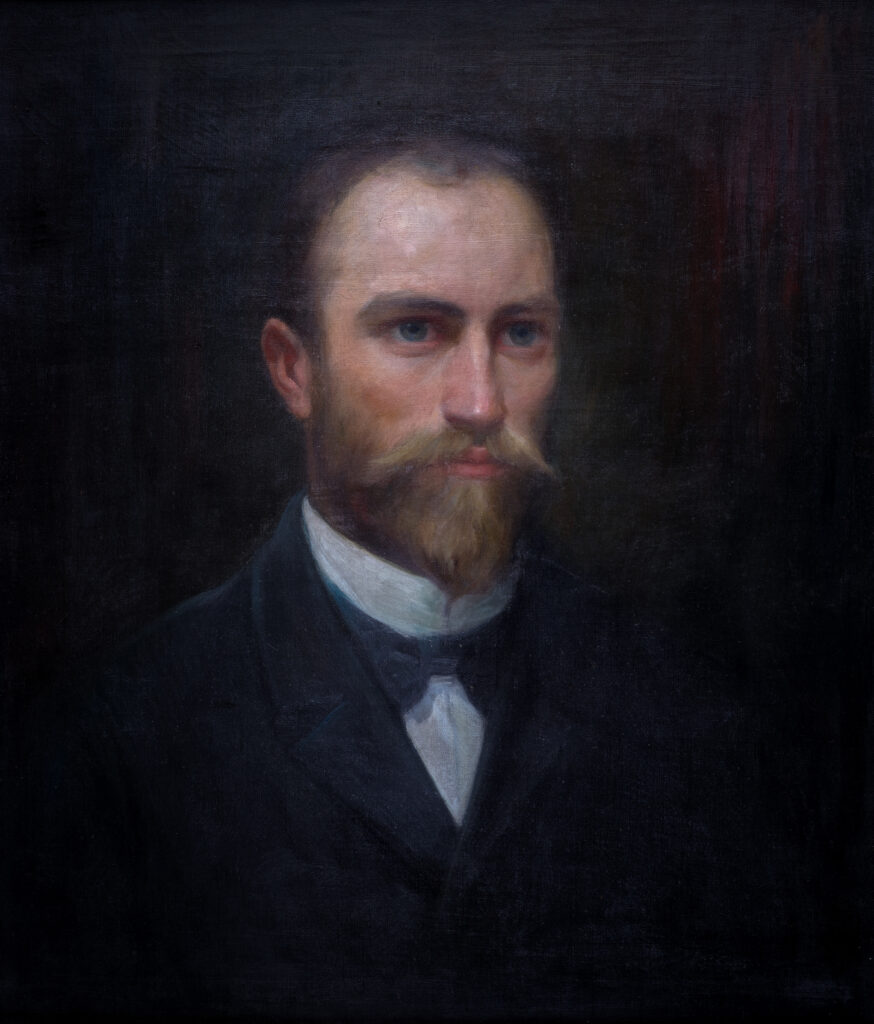
Gemälde von Stefan Iwanow: Porträt von Ivan Ploshtakov

Stefan Iwanow Georgiew, bulgarisch Стефан Иванов Георгиев (* 25. Dezember 1875 in Dolna Bela Retschka; † 14. Juli 1951 in Sofia) war ein bulgarischer Maler.

## Leben
Er absolvierte im Jahr 1901 die Kunstakademie in Sofia. Ab 1906 war er als Professor für Malerei tätig. Im Jahr 1941 wurde er Mitglied der Bulgarischen Akademie der Wissenschaften.
Sein künstlerisches Schaffen umfasste Porträts, Landschaften, Stillleben und Akte aber auch Bilder mit gesellschaftspolitischen Themen. Er war an der Ausgestaltung von Kirchen, darunter der Alexander-Newski-Kathedrale in Sofia, beteiligt.
Iwanow wurde mit dem Dimitroffpreis ausgezeichnet.